# Дёниц, Карл
Карл Дёниц (нем. Karl Dönitz МФА: ['karl ˈdøːnɪts]о файле; 16 сентября 1891, Грюнау, Германская империя — 24 декабря 1980, Аумюле, ФРГ) — немецкий военный и государственный деятель, гроссадмирал (1943). Командующий подводным флотом (1939—1943), главнокомандующий военно-морским флотом нацистской Германии (1943—1945), рейхспрезидент и верховный главнокомандующий вооружёнными силами нацистской Германии с 30 апреля по 23 мая 1945 года.

## Биография

### Детство и учёба
Карл Дёниц родился в Грюнау, близ Берлина, в семье Эмиля Дёница работавшего инженером и начальником патентного отдела в фирме «Карл Цейсс» . Карл был вторым и последним ребёнком в семье. Мальчик рано остался без матери, но отец постарался приложить все усилия, чтобы дать детям достойное воспитание. Отец прививал Карлу и его брату Фридриху прусский дух и делал акцент на образовании.
По окончании Веймарской реальной гимназии в апреле 1910 года продолжил образование в военно-морских училищах Киля и Мюрвика. В апреле 1910 года поступил в военно-морское училище в Киле. Зеекадет Дёниц был весьма трудолюбивым и замкнутым молодым человеком, не имевшим близких друзей и посвятившим всё своё время учёбе, хотя звезд с неба он явно не хватал. С 1 апреля 1910 года по 31 марта 1911 года служил на тяжёлом крейсере «Герта».
1 апреля 1911 года Дёниц вернулся в Военно-морскую академию, чтобы начать обучение на офицера. Дёниц обучался в качестве мичмана и был командирован 1 октября 1912 года в качестве вахтенного офицера на малый крейсер «Бреслау», а 27 сентября 1913 года получил звание лейтенанта.

### Первая мировая война

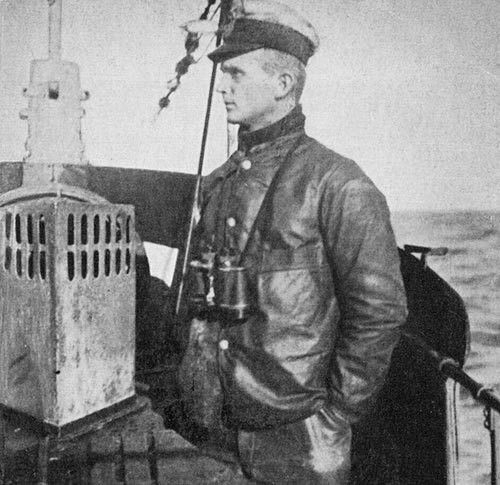
Оберлейтенант Дёниц на подводной лодке U-39 во время Первой мировой войны, 1918

В начале Первой мировой войны «Бреслау» перебазировался из Средиземного в Чёрное море и был официально передан Турции (был переименован в «Мидилли») вместе с экипажем. 7 сентября 1914 года Дёниц награждён Железным крестом 2-го класса. Крейсер активно оперировал против русского Черноморского флота, но в июле 1915 года подорвался на мине. 22 марта 1916 года Дениц был повышен до оберлейтенанта цур зее. 5 мая 1916 года Дёниц награждён Железным крестом 1-го класса. Во время ремонта корабля Дёниц служил в ВВС стрелком и наблюдателем. 12 сентября 1916 года был назначен на авиационную станцию, обслуживающую Сан-Стефано и Дарданеллы.
В декабре 1916 года Дёниц вернулся в Германию, прошёл курс офицера-подводника. Служил вахтенным офицером на U-39. 1 марта 1918 года назначен командиром ПЛ UC-25 (тип UC-II). За время его командования ПЛ добилась четырёх побед (потопила суда общим водоизмещением 16 тыс. брт). Затем был переведён на UB-68 (тип UB-III), на которой совершил один боевой поход. 3 октября 1918 года ПЛ атаковала охраняемый конвой, поразила транспорт «Oopack», но была контратакована глубинными бомбами и получив повреждения, всплыла, после чего была расстреляна корабельной артиллерией. Экипаж покинул тонущую лодку и попал в плен (семь человек из экипажа погибло). Дениц был завезён в британскую тюрьму на Мальте .

### Во время плена
Война закончилась в 1918 году, но Дёниц оставался в британском лагере возле Шеффилда в качестве военнопленного, в плену Дёниц учил испанский язык. По состоянию здоровья он был освобожден в июле 1919 года и вернулся к своей жене и дочери Урсуле обратно в Германию, вновь поступив на службу в ВМС Германии.

### Между войнами
С марта 1920 года он был командиром различных торпедных катеров, а именно V 5, T 157 и G 8. В 1920−1923 годах стал командиром миноносца, а 1 января 1921 получил звание капитан-лейтенанта. С 1923 года — советник управления подводного флота в военно-морской инспекции. С весны 1923 года он был докладчиком и адъютантом инспекции… В это время он проходил подготовку у тогдашнего инспектора контр-адмирала военно-морского флота Эриха Редера (будущий главнокомандующий Кригсмарине с 1935 по 30 января 1943 года). С 3 ноября 1924 года лейтенант Дёниц стал судьей военно-морской дивизии; на этой должности он оставался чуть более двух лет. Служил штурманом крейсера «Нимфа». Осенью 1927 года он принял участие в инструктаже по навигации на гидрографическом корабле «Метеор» и прошёл курс по метеорологии в обсерватории Военно-морского флота в Вильгельмсхафене. 24 сентября 1928 года Дёниц был командиром 4-го торпедного катера полуфлотилии. 1 ноября 1928 года стал Корветтенкапитаном (лейтенант-командиром). С 1930 года — старший офицер штаба Североморского района. В 1933 году произведён во фрегаттен-капитаны. В 1934—1935 годах — командир крейсера «Эмден» на котором курсанты и мичманы участвовали в годичном кругосветном походе в целях обучения. Будучи командиром крейсера «Эмден», с конца сентября 1934 года Дёниц совершил в 1935 году многомесячную поездку за границу в Юго-Восточную Азию.

### На посту лидера подводных лодок
1 января 1936 года пост Деница был модернизирован и переименован в «Лидер подводных лодок» (FdU) (Фюрер дер Унтерзеебут).
В 1936 году немецкие подводные лодки под руководством Дёница участвовали в секретной операции в гражданской войне в Испании. Это было обнаружено в 1991 году в эссе Бодо Герцога того времени.[уточнить]
К ноябрю 1937 года Дёниц убедился, что крупная кампания против торгового судоходства (c помощью надводного флота) практически не осуществима, и начал настаивать на почти полной конверсии немецкого флота в подводные лодки. Он поддерживал точку зрения, что уничтожение нефтяных танкеров британского флота приведет к тому, что Королевский военно-морской флот Великобритании лишится топлива для своих кораблей, что будет столь же эффективно, как и потопить их. Он утверждал, что немецкий флот из 300 новых подводных лодок типа VII серии может выбить Великобританию из войны.
Дёниц возродил идею Первой мировой войны — объединить несколько подводных лодок в «волчью стаю», чтобы подавить оборонительные торговые конвои.
Внедрение тактики «волчьих стай» в Первой мировой войне было затруднено из-за ограниченности доступных радиопередатчиков.
Дёниц принял и взял на себя ответственность за идею Вильгельма Маршалла 1922 года о нападении на конвои с использованием ночных атак с поверхности или при неглубоком (поверхностном) погружении и начал интенсивно обучать свои команды новой тактике.
28 января 1939 года Дениц был назначен коммодором и командиром подводных лодок (Befehlshaber der Unterseeboote, BdU).

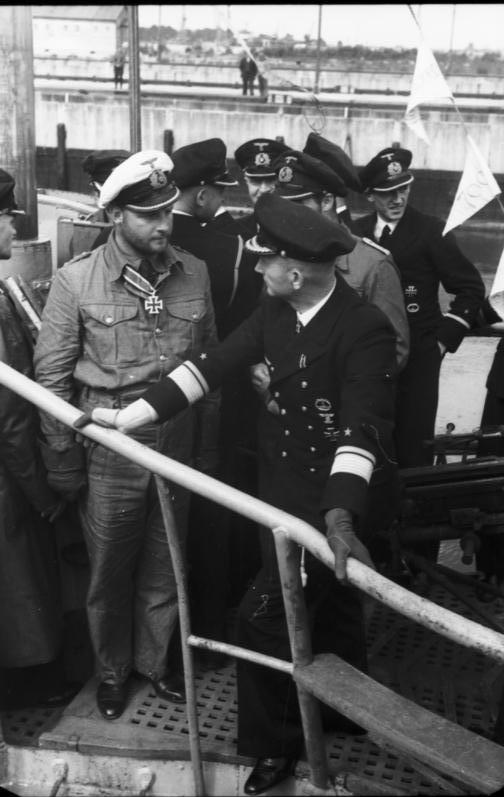
Карл Дёниц и Фриц-Юлиус Лемп на борту U-30, август 1940

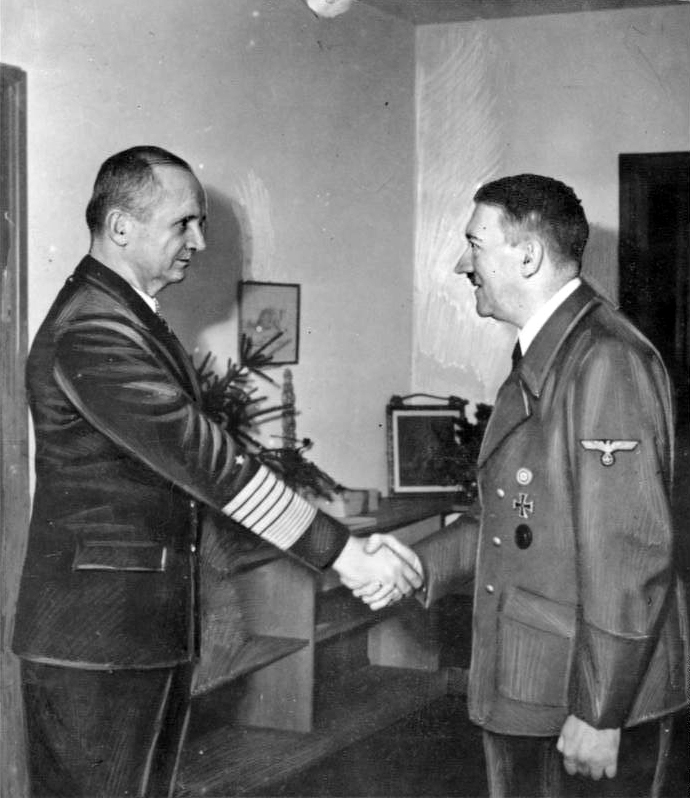
Карл Дёниц и Адольф Гитлер (1945)

### Вторая мировая война
С 1 октября 1939 года — контр-адмирал. Карл Дёниц лично осуществлял план против британской военно-морской базы Скапа-Флоу на Оркнейских островах: 13—14 октября 1939 года немецкая подводная лодка U-47 под командованием Гюнтера Прина, специально отобранного для атаки на Скапа-Флоу Дёницем, проникла в гавань Скапа-Флоу через пролив Кирк-Саунд, перегороженный тремя блокшивами. В результате трёх торпедных залпов с подлодки был потоплен британский линкор «Ройял Оук». U-47 благополучно вернулась в Вильгельмсхафен 17 октября.
В апреле 1940 года награждён Рыцарским крестом. С 1 сентября 1940 года — вице-адмирал. В марте 1942 года присвоено звание адмирала.
17 сентября 1942 года Дёниц издал так называемый «Приказ о „Лаконии“» для командиров всех подводных лодок Кригсмарине, который запрещал оказывать помощь пассажирам и экипажу потопленных подводной лодкой судов.
С 30 января 1943 года Дёниц стал главнокомандующим военно-морскими силами Германии (начальник Штаба руководства морской войной), получив звание гроссадмирал. В апреле 1943 года был награждён Дубовыми листьями к Рыцарскому кресту.
6 мая 1945 года Дёниц присвоил эвакуации мирного населения важнейший приоритет и отдал для нужд эвакуации резервы горючего подлодок (с апреля транспортные суда стояли без горючего), и за 2 дня было эвакуировано около 120 000 человек. С 23 января по 1 мая 1945 года было эвакуировано примерно 800 000 беженцев, 355 000 раненых и 215 000 военнослужащих. Исследователь Г. Швендеман обвинял Карла Дёница в том, что в полном соответствии с концепцией «войны до победного конца» также эвакуировалось и вооружение, и транспортные средства, и т. д.

### В качестве рейхспрезидента

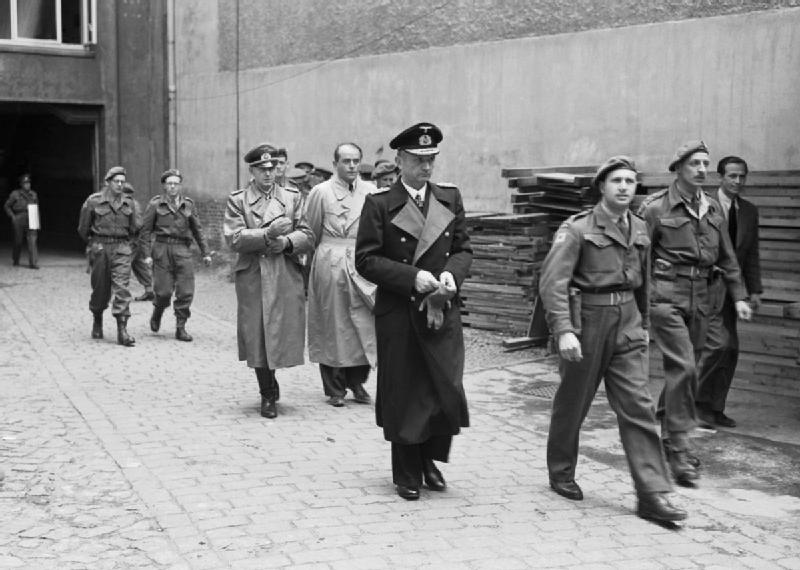
Арест Фленсбургского правительства британцами. Шпеер и Йодль (на заднем плане), Дёниц (на переднем плане)

Перед тем как покончить жизнь самоубийством, Гитлер в политическом завещании от 29 апреля 1945 года назначил находившегося тогда на севере Германии Дёница своим преемником на посту рейхспрезидента и верховного главнокомандующего. Став главой страны, 2 мая 1945 года Дёниц перенёс свою резиденцию в здание военно-морского училища во Фленсбург-Мюрвике на севере Шлезвиг-Гольштейна. В тот же день Дёниц выступил с «Воззванием к немецкому народу», в котором сообщил о гибели Адольфа Гитлера и о том, что он стал его преемником, и тогда же сформировал новое правительство Германии во главе с графом Л. Шверином фон Крозигом. В условиях неизбежного поражения Германии Дёниц предпринимал попытки добиться скорейшего заключения перемирия с западными союзниками и вывести как можно больше войск и гражданского населения с территорий, которые могли быть заняты советскими войсками. 7 мая представители Дёница подписали в Реймсе Акт капитуляции Германии перед представителями Великобритании, США и СССР. 8 мая (9 мая по московскому времени) повторно, по требованию советской стороны, в Карлсхорсте фельдмаршал Кейтель подписал акт безоговорочной капитуляции. Таким образом, Карл Дёниц был последним, кто занимал должность рейхспрезидента.
23 мая 1945 года правительство Дёница и графа Шверина было арестовано американцами в полном составе; Дёниц был препровождён в Нюрнберг, где предстал перед судом.

### Суд и тюремное заключение

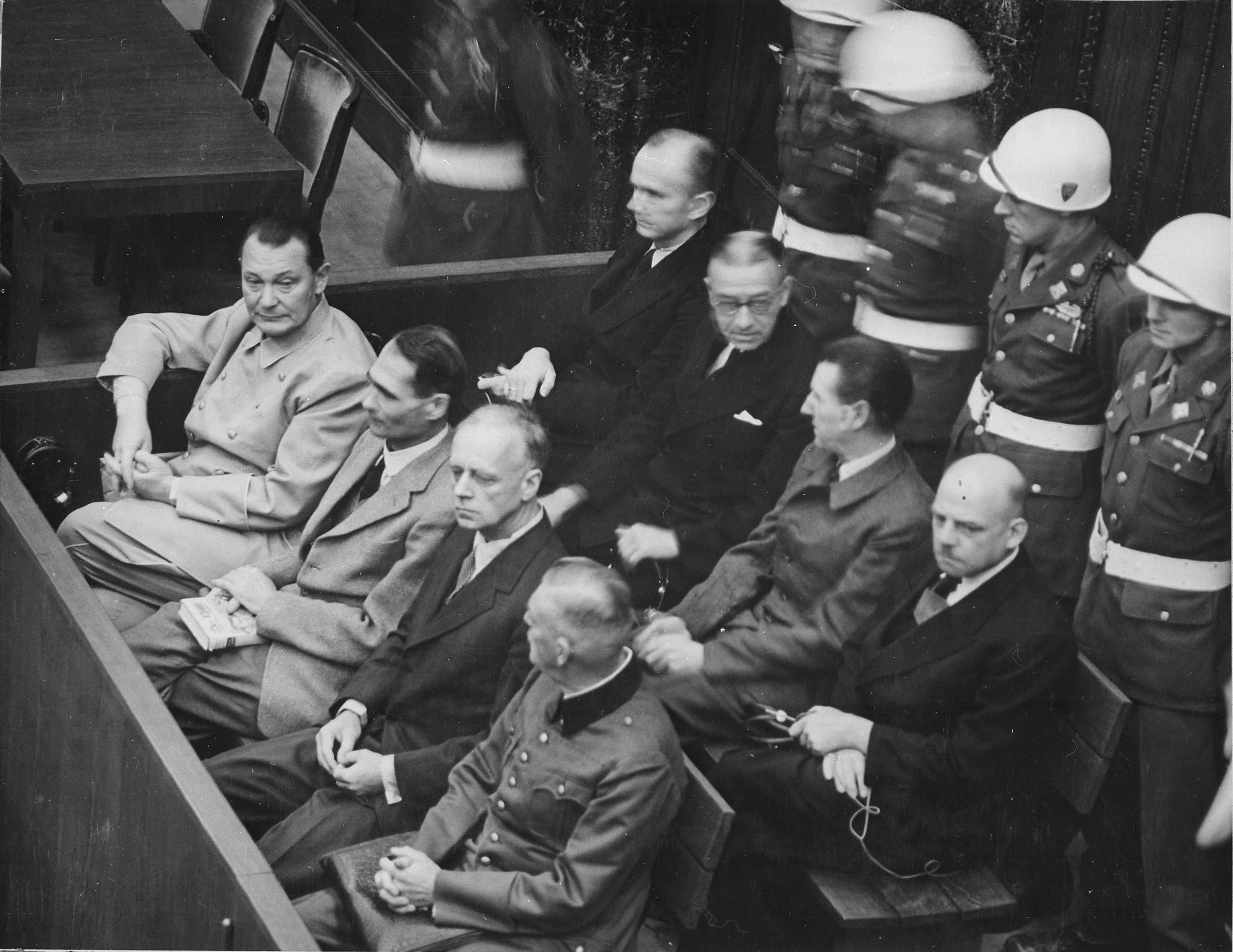
Карл Дёниц на заседании Нюрнбергского трибунала (самый дальний во втором ряду)

Нюрнбергский трибунал за военные преступления (в частности ведение т. н. неограниченной подводной войны) приговорил его к 10 годам лишения свободы. Дёниц был признан виновным по 2-му (преступление против мира) и 3-му (военные преступления) пунктам. Его адвокатом был Отто Генрих Кранцбюлер.

### Послевоенная жизнь
1 октября 1956 года Дёниц был освобождён из тюрьмы Шпандау в Западном Берлине. Он поселился в маленькой деревне Аумюле, в Шлезвиг-Гольштейне на севере Западной Германии, где прожил остаток своей жизни. Получал пенсию от западногерманского правительства по званию «капитан-цур-зее».
Он написал три книги:
- «10 лет и 20 дней» (нем. Zehn Jahre, Zwanzig Tage). В 1958 книга была опубликована в Германии, в следующем году появился перевод на английский язык. Дёниц объясняет, что нацистский режим был продуктом своего времени, заявляет, что не был политиком и не несёт никакой моральной ответственности за преступления, совершённые этим режимом. Он критикует недостатки диктатуры как формы правления и приписывает диктатуре большинство ошибок и провалов в ходе нацистской эры.
- «Моя изменчивая жизнь» (нем. Mein wechselvolles Leben). Вышла в 1968 году, менее известна, поскольку в ней описываются события жизни автора до 1934 года. Будучи впервые опубликована в 1968 году, в новой редакции книга вышла в 1998 году под названием нем. Mein soldatisches Leben («Моя солдатская жизнь»).
- «Немецкие подводные лодки во Второй мировой войне» (нем. Deutsche Strategie zur See im zweiten Weltkrieg). В книге излагается подготовка подводных сил Германии ко Второй мировой войне и использование их в ходе военных действий на море. Дёниц освещает тактику одиночных и групповых действий подводных лодок, рассматривает организацию планирования боевых действий лодок, излагает вопросы оперативного руководства подводными силами, организации связи, управления и взаимодействия. Значительное внимание уделяется использованию подводных лодок в удалённых районах.

### Смерть и похороны

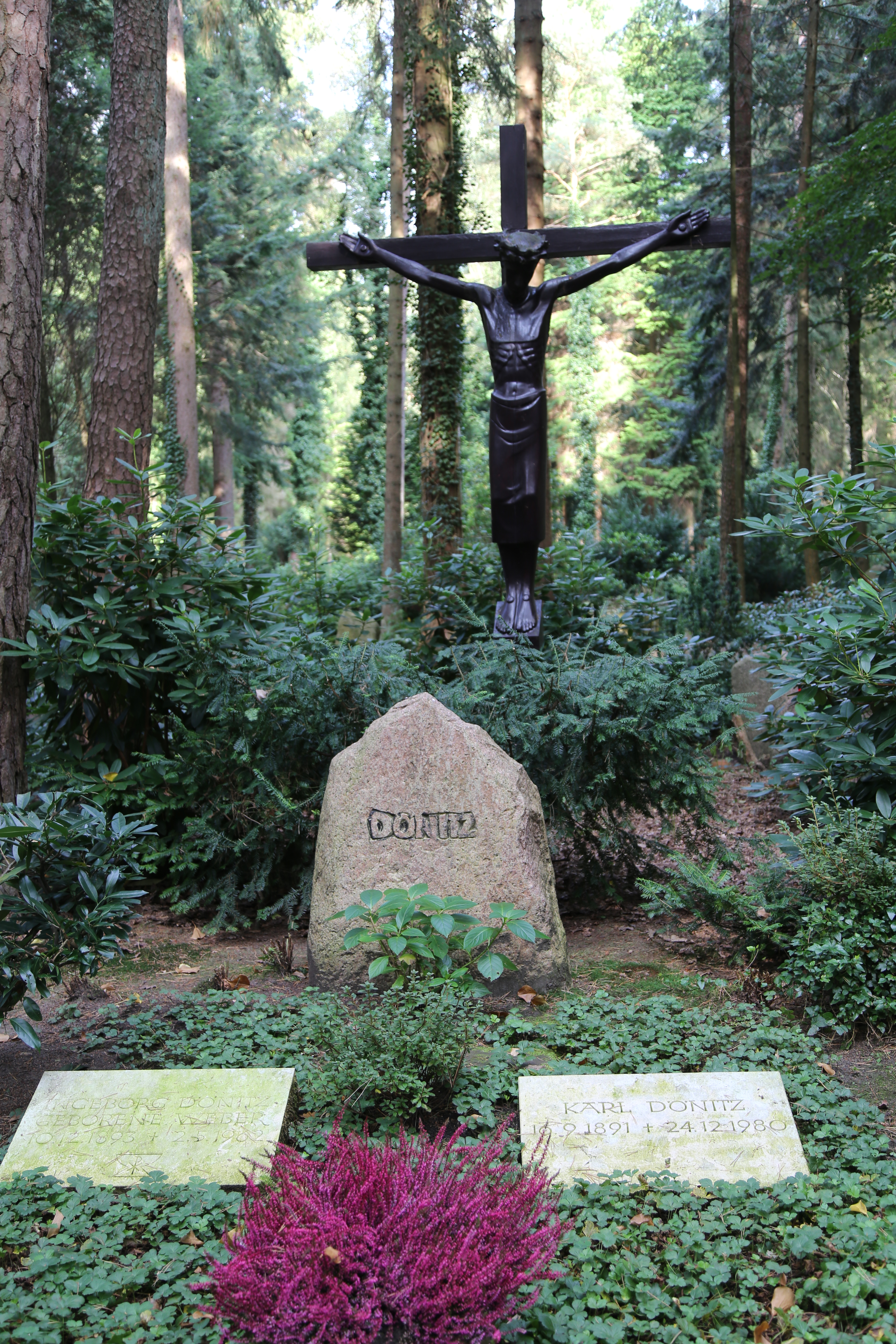
Могила Дёница в Аумюле

Карл Дёниц скончался от сердечного приступа 24 декабря 1980 года и был похоронен рядом со своей женой на кладбище Вальдфридхоф в Аумюле 6 января 1981 года. На поминальной службе в Мемориальной церкви Аумюлер-Бисмарк приняли участие около 5 000 человек. Он был последним немецким офицером в чине гроссадмирала. Многие бывшие военнослужащие и иностранные военно-морские офицеры пришли на его похороны, чтобы отдать ему дань памяти и уважения, однако им было запрещено присутствовать там в военной форме. Хотя, согласно военному регламенту, Дёницу полагался почётный эскорт бундесвера (как по званию, так и на основании награды рыцарского креста), министерство обороны ФРГ издало приказ, запрещающий военнослужащим в военной форме присутствовать на похоронах, как и сами похороны было приказано организовать без воинских почестей. Это решение вызвало волну возмущения, направленную против министра обороны ФРГ Ханса Апеля.

## Семья
Жена: Ингеборг Вебер (1893—1962)
Дети:
- Урсула Дёниц (1917—1990), в 1937 году вышла замуж за офицера Кригсмарине Гюнтера Хесслера, в дальнейшем — командира подлодки U-107 и будущего подводного аса. В браке у них родились трое детей: сын Петер (1939), дочь Уте (1942) и сын Клаус (1945).
- Питер Дёниц (1922—1943), лейтенант цур зее, погиб на U-954 в Атлантике.
- Клаус Дёниц (1920—1944), оберлейтенант цур зее, был убит на борту немецкого ТКА S141 в Ла Манше, катер был обнаружен и потоплен противником.

## Награды

### Нацистская Германия
- Рыцарский крест Железного креста с дубовыми листьями
- Железный крест 1-го класса
- Золотой партийный знак НСДАП
- Железный крест 2-го класса
- Пряжка к Железному кресту
- Пряжка к Железному кресту
- Медаль «За выслугу лет в вермахте»
- Медаль «В память 1 октября 1938 года»
- Медаль «В память 22 марта 1939 года»
- Почётный крест Первой мировой войны 1914—1918
- Нагрудный знак подводника

### Пруссия
- Орден Красного орла 2-й степени
- Рыцарский орден Дома Гогенцоллернов

### Османская империя
- Военная медаль
- Медаль Лиакат
- Орден Меджидие 4-й степени

### Прочие
- Крест Фридриха 1-го класса (Герцогство

Ангальт)
- Крест «За военные заслуги» (Австро-Венгрия)
- Орден Меча (Швеция) 1-го класса
- Орден Заслуг (Королевство Венгрия)
- Военный орден Италии (Италия)
- Крест Военных заслуг (Испания)
- Орден Михая Храброго 1-го класса (Румыния)
- Орден Михая Храброго 2-го класса (Румыния)
- Орден Михая Храброго 3-го класса (Румыния)
- Орден Восходящего солнца 4-го класса (Япония)
- Орден Креста Свободы (Финляндия)

## Галерея

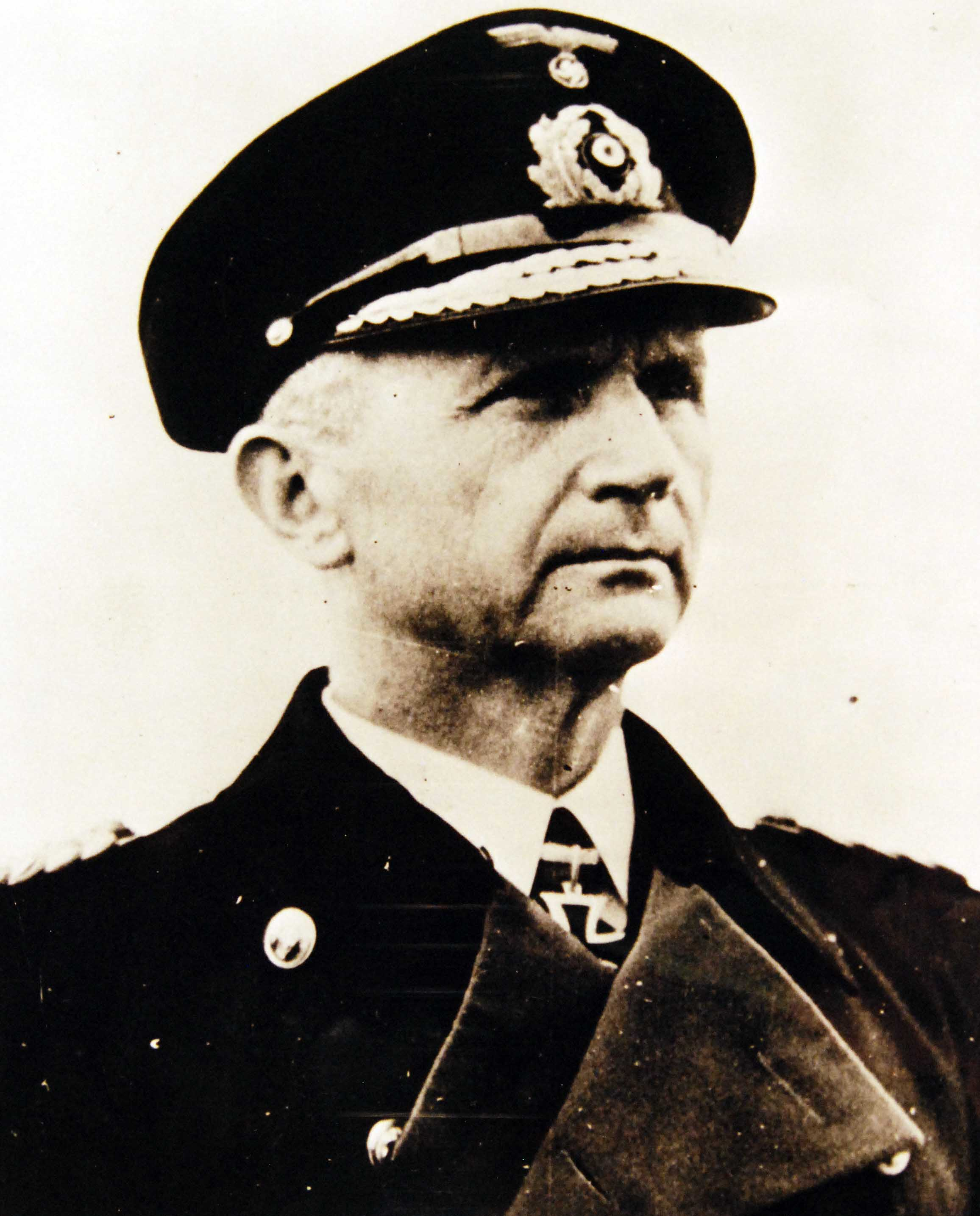
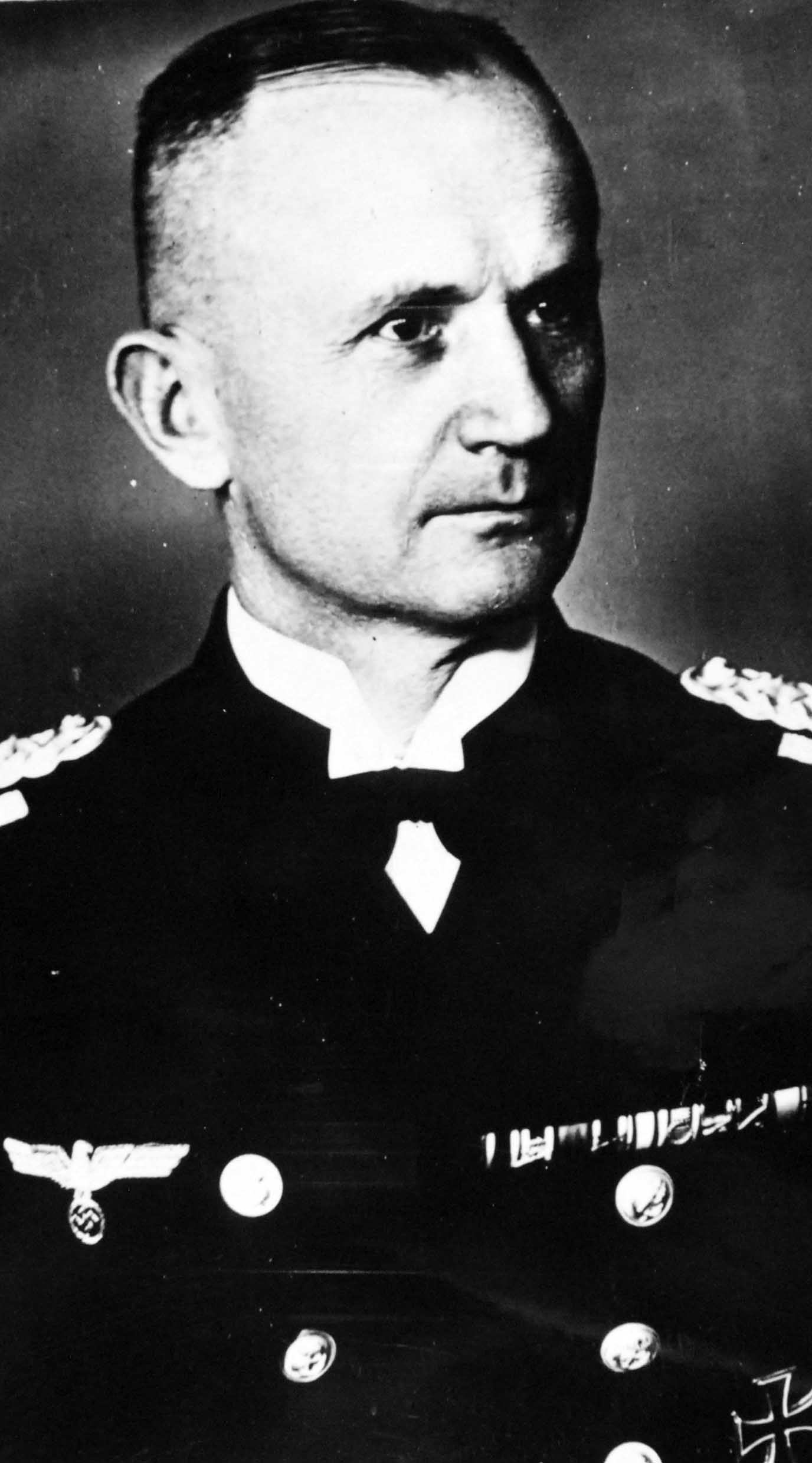
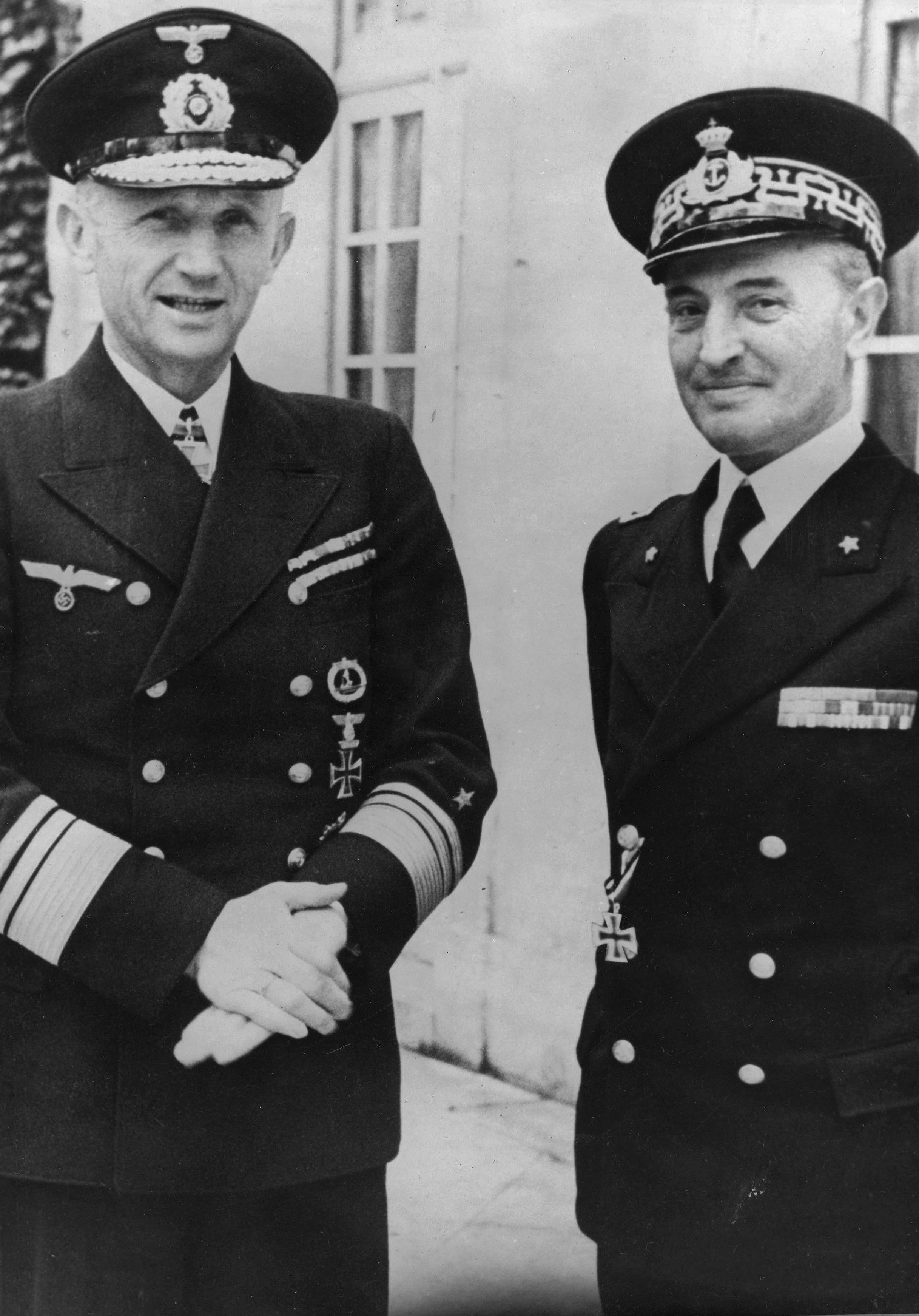
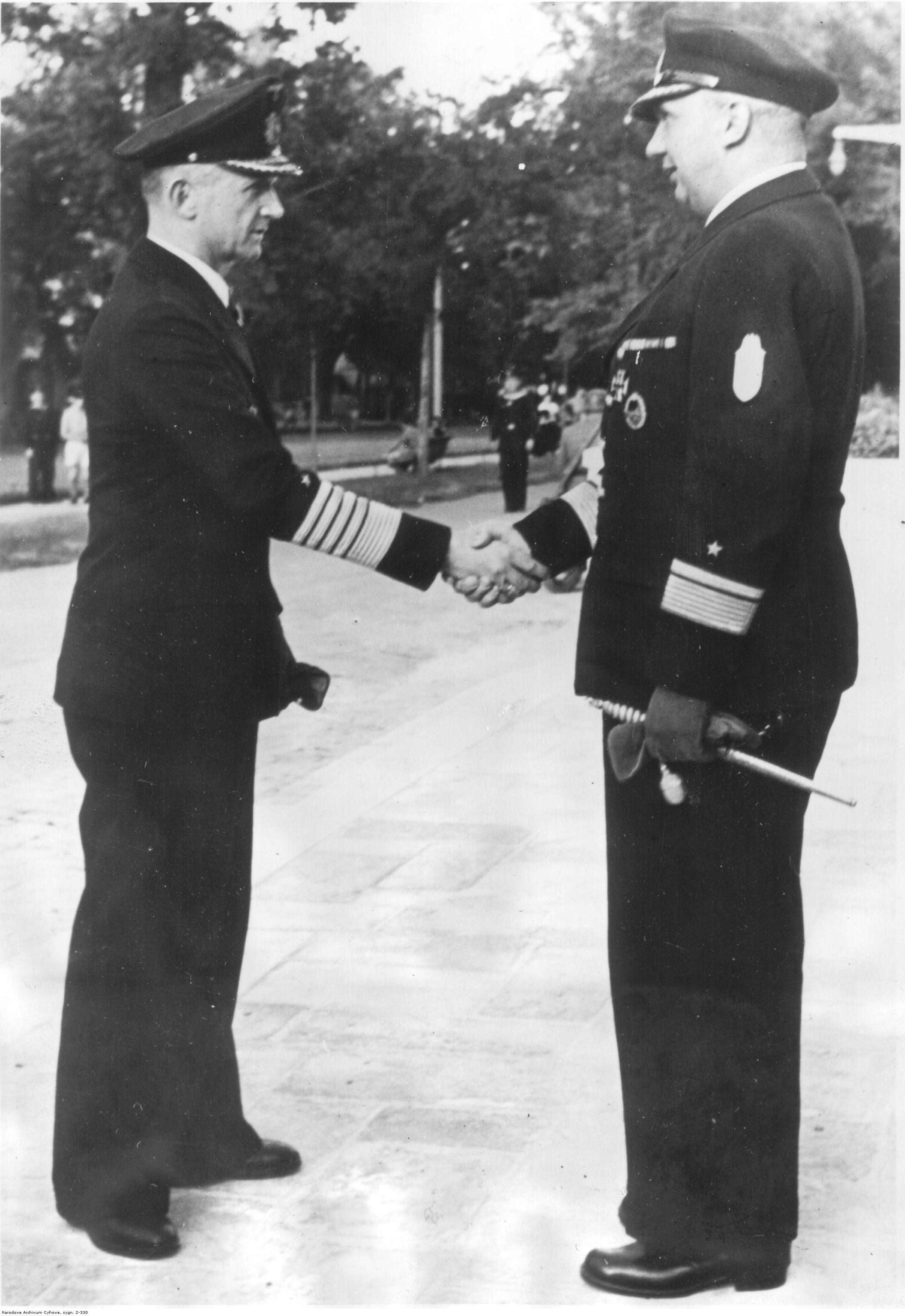
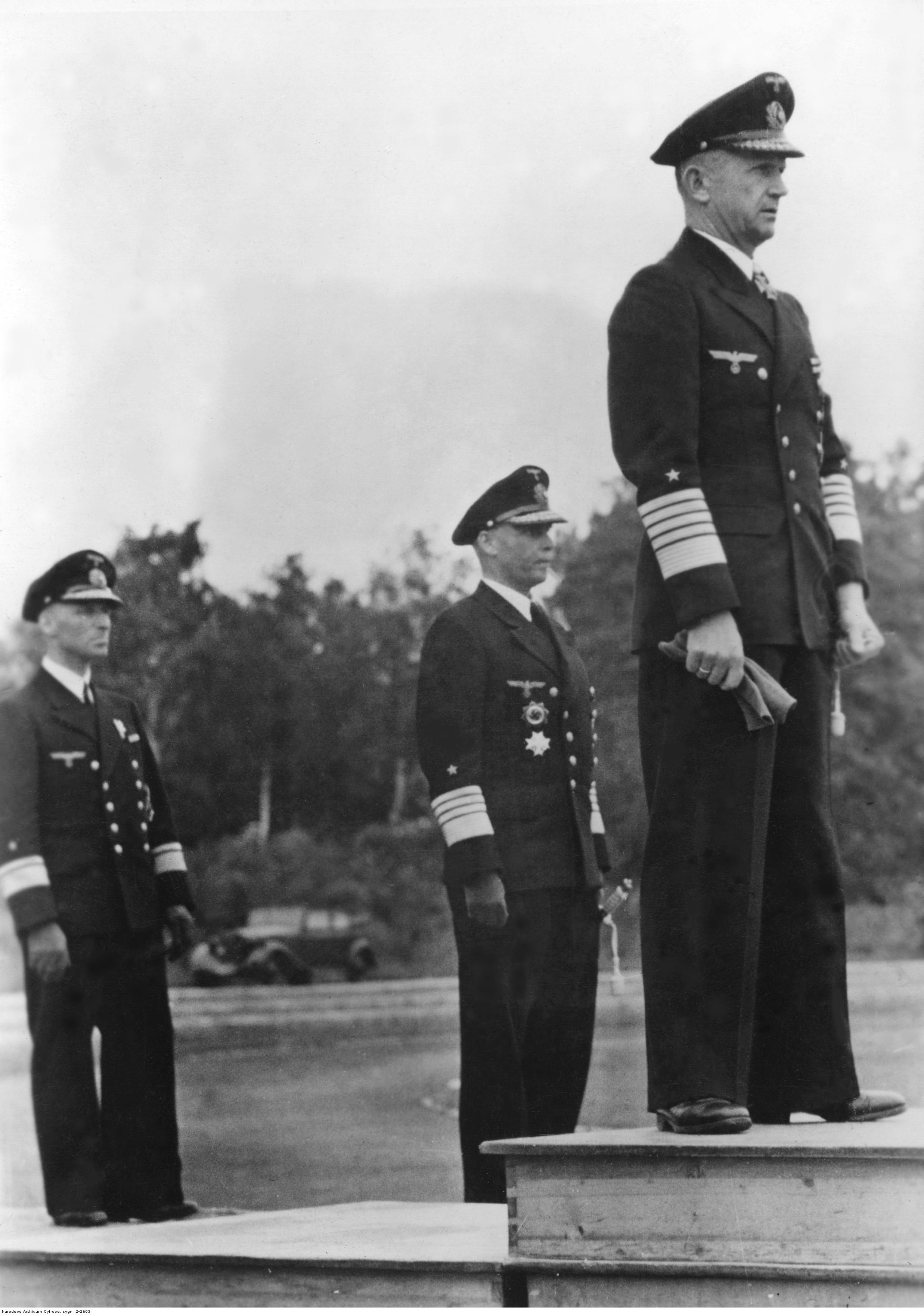
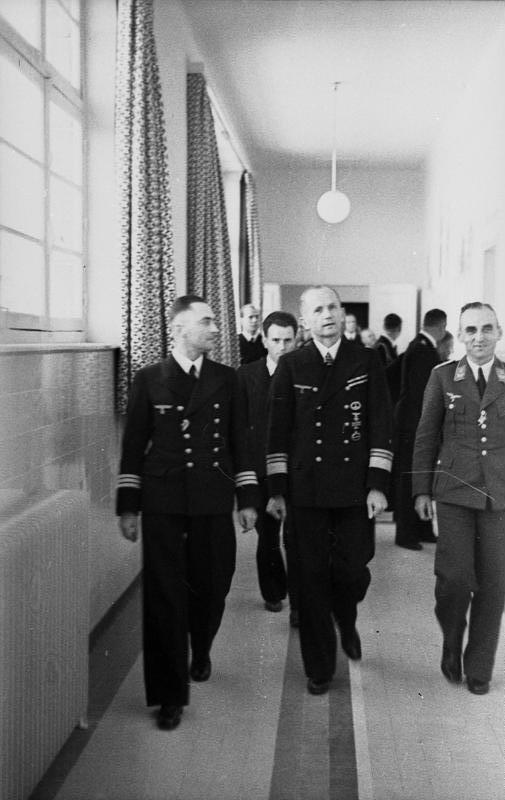
Карл Дёниц во Франции, 1941
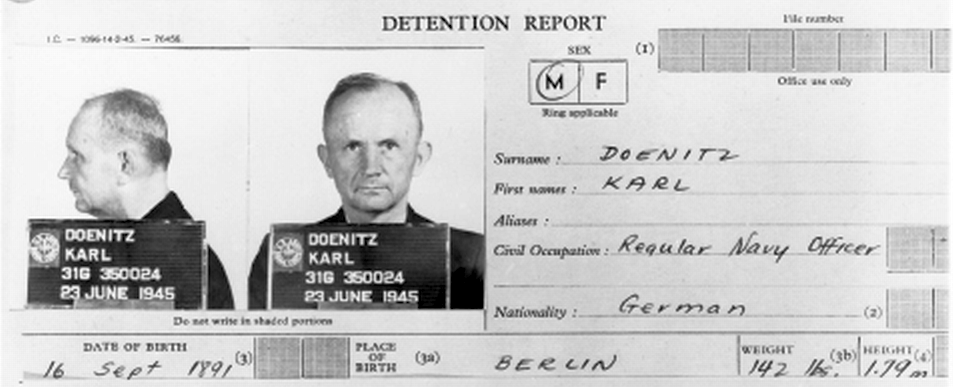
Анкета Карла Дёница во время Нюрнбергского процесса.